# Леи
Леи (итал. Lei) је насеље у Италији у округу Нуоро, региону Сардинија.
Према процени из 2011. у насељу је живело 537 становника. Насеље се налази на надморској висини од 475 м.

## Становништво
Према резултатима пописа становништва 2011. у општини је живело 566 становника.
| 1936. | 1951. | 1961. | 1971. | 1981. | 1991. | 2001. | 2011. |
| ----- | ----- | ----- | ----- | ----- | ----- | ----- | ----- |
| 625   | 719   | 750   | 632   | 694   | 696   | 645   | 566   |